# Globulinella globifera
Globulinella globifera là một loài Rêu trong họ Pottiaceae. Loài này được (Hampe) Steere mô tả khoa học đầu tiên năm 1946.